# Peshtigo (Wisconsin)
Peshtigo – miasto w Stanach Zjednoczonych, w stanie Wisconsin, w hrabstwie Marinette.